# Bob Graham
Daniel Robert Graham, detto Bob (Coral Gables, 9 novembre 1936 – Gainesville, 16 aprile 2024), è stato un politico statunitense.

## Biografia
Fu Governatore della Florida per otto anni (1979 - 1987) e in seguito si candidò a Senatore, riuscendo a sconfiggere la repubblicana Paula Hawkins, senatrice in carica da sei anni.
Nel 2003 annunciò il suo ritiro, che divenne effettivo il 3 gennaio 2005. Fu il fondatore del "Centro Bob Graham per il Servizio Pubblico".